# Franz Ludwig von Pfalz-Neuburg
Franz Ludwig z Palatynatu-Neuburg, niem. Franz Ludwig von Pfalz-Neuburg (ur. 24 lipca 1664 w Neuburgu, zm. 18 kwietnia 1732 we Wrocławiu) – arystokrata niemiecki, biskup wrocławski (od 1683) i książę nyski, a następnie (równocześnie) biskup Wormacji (od 1702), arcybiskup Trewiru (1716–1729) i Moguncji (od 1712 do śmierci).

## Życiorys
Pochodził z rodu Wittelsbachów. Był synem palatyna reńskiego Filipa Wilhelma i Elżbiety Amelii z Hesji-Darmstadt. Miał liczne rodzeństwo. Jego starszym bratem był Ludwik Antoni. Siostra Jadwiga była żoną Jakuba Sobieskiego od 1691, siostra Eleonora – żoną cesarza Leopolda I. 
Jego brat, Wolfgang Georg Friedrich, pierwotnie miał objąć biskupstwo wrocławskie, ale zmarł przed elekcją. Dzięki poparciu dworu wiedeńskiego – siostra Franciszka Ludwika, Eleonora Magdalena, była trzecią żoną cesarza Leopolda I – został w 1683 roku wybrany księciem-biskupem diecezji wrocławskiej, która miała stać się centrum jego kariery. Już dwa lata później został namiestnikiem Śląska, co dało mu najwyższą władzę świecką na Śląsku na dziesięciolecia. Święcenia subdiakonatu otrzymał dopiero w 1687 roku. Jako biskup zreorganizował seminarium w 1694 roku, w 1702 roku założył Uniwersytet Wrocławski „Leopoldina”, Szpital Braci Miłosierdzia w 1711 roku oraz Elektorski Dom Sierot „Orphanotropheum” w 1702 roku. Jako władca Księstwa Nyskiego, kazał wznieść klasztor w Nysie, a w 1729 roku nową rezydencję biskupią w Nysie. Za jego rządów zburzono podupadły kościół parafialny św. Mikołaja w Otmuchowie i wybudowano nowy, barokowy kościół.  
Przypisuje mu się zatrzymanie fali procesów o czary, które w XVII wieku na terenie księstwa nyskiego pociągnęły za sobą śmierć ponad 250 kobiet i dziewczynek uznanych za czarownice i spalonych na stosie. Wprowadził też liczne reformy w celu poprawy położenia najuboższych warstw społeczeństwa. W 1684 został starostą generalnym Śląska. Z funkcji tej zrezygnował w 1719. 
Pełnił funkcje arcykanclerza Rzeszy Niemieckiej. 
Od 1694 sprawował funkcję wielkiego mistrza zakonu krzyżackiego, po swoim bracie Ludwiku Antonim. Zainicjował reorganizację Zakonu i walczył z bezprawnym wyniesieniem elektora brandenburskiego na króla Prus. Jako Wielki Mistrz, Franciszek Ludwik założył Cesarski Pułk Piechoty „Pfalz-Neuburg-Teutschmeister”. W 1710 roku kazał przebudować około 400-letni Dom Zakonu Krzyżackiego w Weinheim na budowlę barokową, a w 1730 roku kazał zbudować Dom Zakonu Krzyżackiego w Moguncji na okazały pałac barokowy. Chociaż był głową Zakonu, nigdy nie złożył ślubów zakonnych.
Pochowany w katedrze wrocławskiej w Kaplicy Elektorskiej, przez siebie ufundowanej.

## Galeria

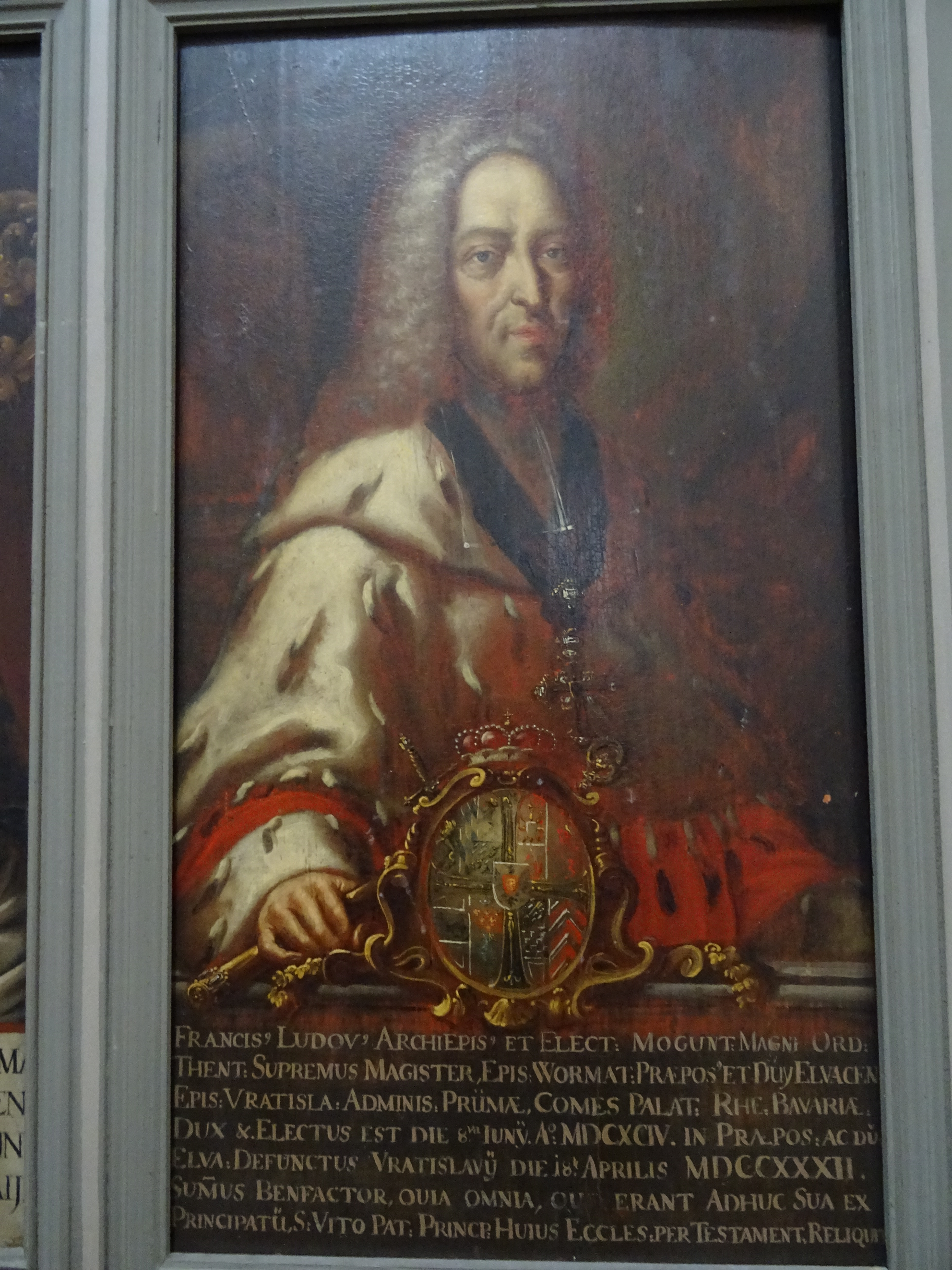
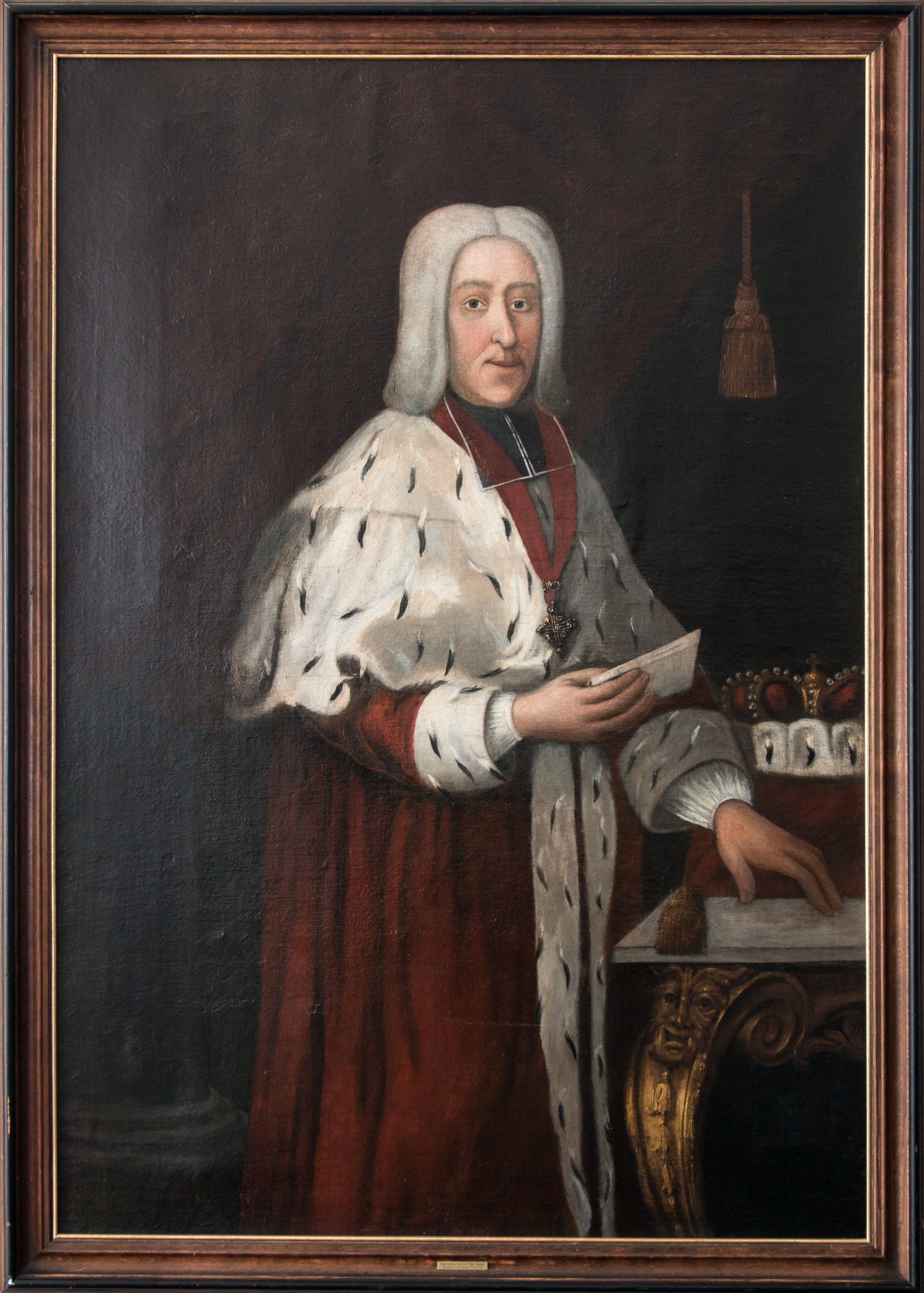
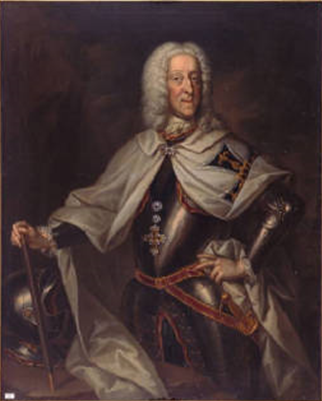
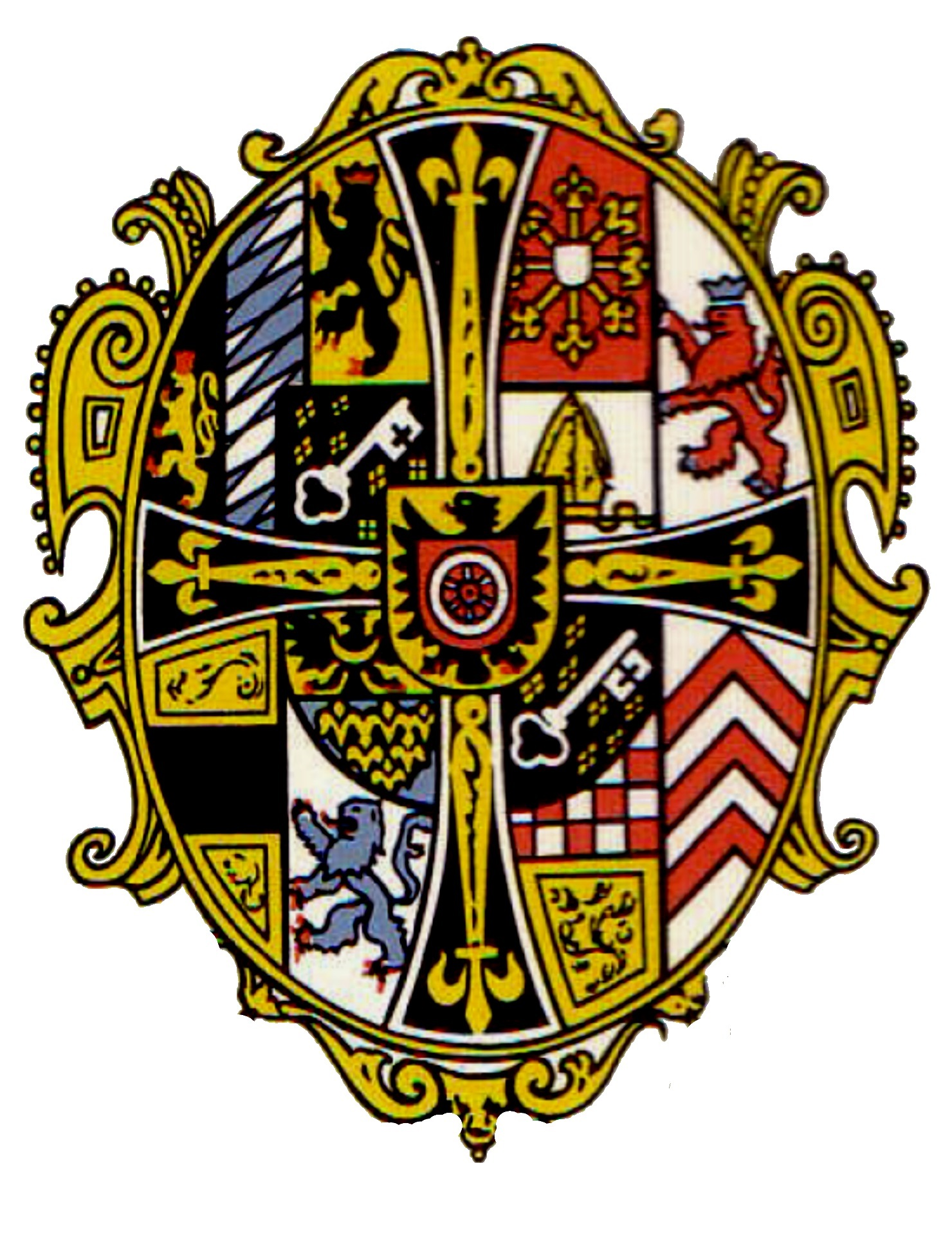
Herb biskupa
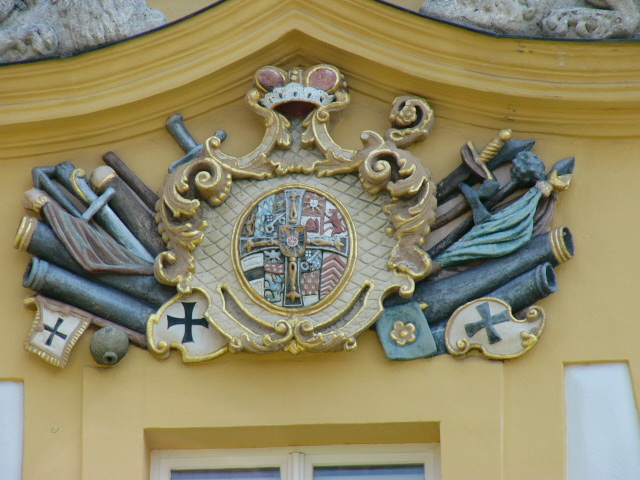